# انتهاك حرمة الذات الملكية (تايلاند)
يعتبر انتهاك حرمة الذات الملكية في تايلاند جريمة جسيمة يعاقب عليها القانون التايلاندي منذ عام 1908. بموجب المادة 112 من القانون الجنائي التايلاندي، يعتبر من غير القانوني التشهير أو إهانة أو تهديد الملك أو الملكة أو الوريث أو الوصي. تحت طائلة العقوبة الحبسية لمدة تتراوح بين ثلاثة وخمسة عشر عامًا وهي التهمة التي وصفت بأنها «أقصى قانون في العالم من حيث العقوبة» و «ربما أكثر القوانين الجنائية تشددًا فيها».
كتب عالم الاجتماع مايكل كونورز أن تطبيق هذا القانون كان يصب في مصلحة البلاط الملكي.:134 ومع ذلك، لا يوجد تعريف قانوني للأفعال التي تشكل «انتهاك لحرمة الذات الملكية»، وهو ما فتح باب التفسير والتكييف القانوني. حيث قررت المحكمة العليا أن القانون ينطبق أيضًا على أي انتهاك لحرمة الملوك السابقين. بل ويمكن مقاضاة أي شخص يحاول السخرية من حيوان الملك. أثار الفراغ التشريعي التساؤلات حول إمكانية تعميم التهمة على منتقذي أعضاء مجلس الملك الخاص. 
يجوز لأي شخص تقديم شكوى بهذه التهمة ضد أي شخص آخر حيث تخضع الأخيرة لتحقيق رسمي. نادراً ما يتم نشر تفاصيل التهم علنا. في المقابل غالبا ما يتعرض المدعى عليه بموجب المادة 112 لمعوقات من بداية القضية وحتى نهايتها، خاصةً عند طلب السراح المؤقت. حيث يخضع المشتبه به لأشهر من الاحتجاز قبل المحاكمة، فيما يُحرم على المتهمين المؤكدين السراح المؤقت ولو بكفالة.
في أغسطس 2012، نبه فريق الأمم المتحدة العامل المعني بالاحتجاز التعسفي أن الاحتجاز المؤقت قبل المحاكمة للمتهم المزعوم في هذه الجريمة ينتهك القانون الدولي لحقوق الإنسان. إذ يبدو جليا أن المحاكم التايلاندية لا تعترف بمبدأ الشك يفسر لفائدة المتهم. حيث صرح القضاة أن المتهمين ليسوا مضطرين لإثبات حقيقة المزاعم الموجهة لهم، بل يكفيهم الاعتراف بادعاءات التشهير فقط. حيث يعتبر الإقرار بالذنب بمثابة خطوة للبحث عن عفو ملكي.
منذ انقلاب عام 1976، يتحجج صناع الانقلاب بشكل منتظم بالتهمة لإسقاط الحكومة المنتخبة. كما كان أحد الأسباب الرئيسية إبان انقلاب عام 2006، مما شكل بمثابة طفرة في عدد حالات انتهاك حرمة الذات الملكية. بعد انقلاب تايلاند لعام 2014، كان لدى تايلاند أكبر عدد من سجناء التهمة في تاريخ البلاد. أعطى المجلس العسكري السلطة لمحاكم الجيش لمقاضاة المتهمين. في معظم الحالات، تؤدي الإدانات إلى عقوبات قاسية. حيث كانت أطول عقوبة مسجلة هي السجن لمدة 60 عامًا (تم تخفيضها إلى النصف لأن المتهم أقر بأنه مذنب). كما تم استخدام المحاكمات السرية والعقوبات القاسية.